# Compañerismo Bíblico Bautista Internacional
El Compañerismo Bíblico Bautista Internacional (en inglés: Baptist Bible Fellowship International) es una asociación cristiana evangélica internacional de Iglesias bautistas independientes. Su sede se encuentra en Springfield (Misuri), Estados Unidos. 

## Historia
La asociación fue fundada en una reunión en  Fort Worth en 1950 por un grupo de 100 pastores de la World Baptist Fellowship que no están de acuerdo con la autoridad dirección del líder.  Ese mismo año, el Baptist Bible College y la sede de la organización se establecieron en Springfield, Missouri. Ha establecido varias iglesias bíblicas bautistas independientes  fundamentalistas en todo el mundo. En 2000, tenía 4.500 iglesias y 1.200.000 miembros. Según un censo de la asociación publicado en 2020, dijo que tenía 4000 iglesias en Estados Unidos y presencia en 80 países.

## Creencias
El Compañerismo tiene una confesión de fe  bautista. Sus creencias son parte de la corriente  fundamentalista.